# Le Gospel du bagne
Pour les articles homonymes, voir Gospel (homonymie).
Pour plus de détails, voir Fiche technique et Distribution.
Le Gospel du bagne (Bon Dimanche au Québec ; First Sunday) est un film américain écrit, réalisé et coproduit par David E. Talbert (Ice Cube étant crédité à la coproduction), sorti en 2008.

## Synopsis
Durell Washington (interprété par Ice Cube) et Lee John Jackson (Tracy Morgan) sont d'intimes amis vivant a Baltimore avec des personnalités différentes : le premier d'un caractère posé, pense toujours avant d'agir; tandis que l'autre est spontané, impulsif et agit dès qu'une idée lui passe par la tête. Cette situation amène Durell à être le leader du groupe. Un jour, les compères se voient offrir un petit travail par des trafiquants jamaïcains : déplacer des chaises roulantes cachant des ampoules de cocaïne. Après avoir été arrêtés par la Police, ils sont relâchés mais doivent s’acquitter de travaux d'intérêt général. Durell, qui est divorcé, a un fils qui voudrait suivre l'exemple de son père mais ce dernier souhaite lui montrer une autre voie.

## Fiche technique
- Titre original : First Sunday
- Titre français : Le Gospel du bagne
- Titre québécois : Bon Dimanche
- Réalisation et scénario : David E. Talbert
- Photographie : Alan Caso
- Musique : Stanley Clarke
- Production : David E. Talbert, Ice Cube, Tim Story, Matt Alvarez, David Mcllvan
- Sociétés de production : Cube Vision, The Story Company, Firm Film
- Sociétés de distribution : Screen Gems
- Pays d'origine :  États-Unis
- Langue originale : anglais
- Genre : Comédie
- Durée : 98 minutes

## Distribution
- Ice Cube (VF : Thierry Desroses) : Durell Washington
- Tracy Morgan (VF : Serge Faliu) : Lee John Jackson
- Loretta Devine (VF : Monique Thierry) : Sœur Doris McPherson
- Michael Beach (VF : Frantz Confiac) : le Diacre
- Chi McBride (VF : Lionel Henry) : le Pasteur Arthur Mitchell
- Keith David (VF : Paul Borne) : le juge Benett Galloway
- Regina Hall (VF : Ninou Fratellini) : Omunique
- Malinda Wiliams (VF : Vanina Pradier) : Tianna Mitchell